# Orgasmatron
Az Orgasmatron album a brit Motörhead zenekar 1986-ban megjelent, sorrendben hetedik stúdiólemeze.

## Története
Az 1984-ben újjászervezett Motörhead első stúdiós munkája a No Remorse válogatásra rögzített friss dalok voltak. Az előző kiadóval fennálló jogi problémák miatt azonban az új, négytagú felállás csak 1986-ban tudott nekilátni első teljes albuma felvételeinek. Az előző évi koncertek során összekovácsolódott csapat alig 11 nap alatt rögzítette az Orgasmatron dalait. A lemez producere az amerikai Bill Laswell volt, aki a zenekar szerint az anyag keverése során teljesen tönkretette az album hangzását.
Nem rögtön találtam ki, hogy Orgasmatron legyen a lemez címe. Az album munkacíme Riding with the Driver volt, de az a szám nem sült el olyan jól, mint ahogyan azt reméltük.
Az Orgasmatron végül a 21. helyig jutott a brit lemezeladási listán. A címadó dalt, mely a Motörhead pályafutásának egyik legsúlyosabb száma, 2000-ben újra felvették és ez a változat sokáig kizárólag az Interneten volt hozzáférhető. Később felkerült a 2003-ban kiadott Stone Deaf Forever! box setre, mint ritkaság.

## Újrakiadások
- 1997-ben a Castle Communications (CMC/Sanctuary) a Deaf Forever kislemez B-oldalán megjelent két élő felvétellel, valamint a nagylemezes "Claw" dal alternatív verziójával CD változatban adta ki újra az Orgasmatron albumot.
- 2006-ban egy kétlemezes deluxe változat jelent meg a Sanctuary-nál. Az első korongon az eredeti album digitálisan feljavított változata szerepel. A bónusz CD a Deaf Forever kislemez B-oldalán megjelent két élő felvételt, a nagylemezes "Claw" dal alternatív verzióját, valamint a BBC Rádió által 1984. október 13-án Norfolkban a The Kerrang! Wooargh Weekender fesztiválon rögzített Motörhead-koncert felvételét tartalmazza.

## Az album dalai

### Eredeti kiadás
Első oldal
1. "Deaf Forever" – 4:25
2. "Nothing Up My Sleeve" – 3:11
3. "Ain't My Crime" – 3:42
4. "Claw" – 3:31
5. "Mean Machine" – 2:57

Második oldal
1. "Built for Speed" – 4:56
2. "Ridin' with the Driver" – 3:47
3. "Doctor Rock" – 3:37
4. "Orgasmatron" – 5:27

### Bónusz felvételek az 1997-es újrakiadáson
1. "On the Road" [Live] – 4:59
2. "Steal Your Face" [Live] – 4:15
3. "Claw" [alternatív változat] – 3:31

### Deluxe változat bónusz CD (2006)
1. "On the Road" [Live] – 4:59
2. "Steal Your Face" [Live] – 4:15
3. "Claw" [alternatív változat] – 3:31
4. "Stay Clean" [Live – BBC in Concert] – 2:33
5. "Heart of Stone" [Live – BBC in Concert] – 2:56
6. "Nothing Up My Sleeve" [Live – BBC in Concert] – 3:35
7. "Metropolis" [Live – BBC in Concert] – 3:35
8. "Killed by Death" [Live – BBC in Concert] – 3:39
9. "Ace of Spades" [Live – BBC in Concert] – 5:34
10. "Steal Your Face" [Live – BBC in Concert] – 4:33
11. "(We Are) The Road Crew" [Live – BBC in Concert] – 2:34
12. "Motorhead" [Live – BBC in Concert] – 2:45
13. "Bomber" [Live – BBC in Concert] – 3:45
14. "Overkill" [Live – BBC in Concert] – 5:28

## Közreműködők
- Ian 'Lemmy' Kilmister – basszusgitár, ének
- Phil Campbell – gitár
- Mike 'Würzel' Burston – gitár
- Pete Gill – dobok